# Douglas Leedy

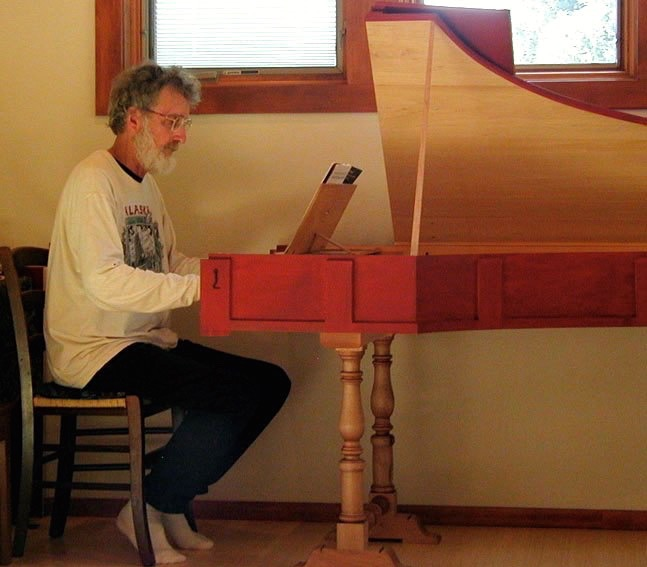
Douglas Leedy

Douglas Leedy (* 3. März 1938 in Portland, Oregon; † 28. März 2015 in Corvallis, Oregon) war ein US-amerikanischer Komponist, Dirigent, Hornist, Cembalist, Sänger und Musikpädagoge.

## Leben
Leedy war am Pomona College Schüler von Karl Kohn und besuchte an der University of California, Berkeley gemeinsam u. a. mit La Monte Young und Terry Riley ein Kompositionsseminar. Er studierte dann südindische Musik bei K. V. Narayanaswamy und nordindische Vokalmusik bei Pandit Pran Nath. Er wurde der erste musikalische Leiter des Portland Baroque Orchestra und dirigierte als Direktor des Portland Handel Festival 1985 die Gsamtaufführungen von Händels Oratorien Jephta und Theodora auf historischen Musikinstrumenten.
Als Musikpädagoge wirkte Leedy an der University of California, Los Angeles (UCLA), am Centro Simon Bolivar in Caracas und am Reed College. An der UCLA gründete er das Studio für elektronische Musik, wo er einige der frühesten Werke für den Buchla- und den Moog-Synthesizer in Albenlänge schuf, darunter das Dreifachalbum Entropical Paradise, aus dem Auszüge in das Soundtrackalbum zu dem Film Schlachthof 5 übernommen wurden.
In seinen Kompositionen wandte sich Leedy nach atonalen, aber nie streng seriellen Anfängen einer eher melodischen und modalen Musik zu. Er arbeitete mit alten Tonsystemen, schlug Rekonstruktionen antiker griechischer Musik vor und komponierte entsprechend sein historisch-theoretischen Forschungen Musik zu Dichtungen von Homer, Sappho, Pindar und zu der Tragödie Die Perser von Aischylos.